# Karin Knappová
Karin Knappová (* 28. června 1987, Brunico, Itálie) je současná italská profesionální tenistka. Její nejvyšší umístění na žebříčku WTA ve dvouhře bylo 35. místo (25. únor 2008) a ve čtyřhře 145. místo (23. červenec 2007). Na okruhu WTA dosud nevyhrála žádný turnaj, zatímco na okruhu ITF získala 1 titul ve dvouhře a 2 ve čtyřhře.

## Finálové účasti na turnajích WTA (2)

### Dvouhra - prohry (1)
| Legenda                     |
| Kategorie Tier II (1)       |
| Kategorie Premier (0)       |
| Kategorie International (0) |

| Č. | Datum         | Turnaj           | Povrch | Vítězka          | Výsledek |
| 1. | 17. únor 2008 | Antverpy, Belgie | tvrdý  | Justine Heninová | 6-3, 6-3 |

### Čtyřhra - prohry (1)
| Legenda               |
| Kategorie Tier IV (1) |

| Č. | Datum             | Turnaj          | Povrch | Partnerka      | Vítězky                           | Výsledek |
| 1. | 22. červenec 2007 | Palermo, Itálie | antuka | Alice Canepová | Daria Kustovová Maria Korytcevová | 6-4, 6-1 |

## Vítězství na okruhu ITF (3)

### Dvouhra (1)
| Č. | Datum              | Turnaj    | Dotace   | Povrch | Soupeřka ve finále | Výsledek |
| 1. | 30. červenec, 2006 | Monteroni | 25 000 $ | antuka | Edina Gallovitsová | 6-2, 6-1 |

### Čtyřhra (2)
| Č. | Datum             | Turnaj    | Dotace   | Povrch | Partnerka      | Soupeřky ve finále                          | Výsledek        |
| 1. | 3. říjen, 2004    | Benevento | 10 000 $ | tvrdý  | Giulia Gabbová | Martina Babáková Sandra Záhlavová           | 6-2, 0-1, skreč |
| 2. | 9. červenec, 2006 | Cuneo     | 50 000 $ | antuka | Sara Erraniová | Giulia Gattová-Monticoneová Daria Kustovová | 6-3, 7-6(5)     |

## Fed Cup
Karin Knappová se zúčastnila 1 zápasu ve Fed Cupu za tým Itálie s bilancí 0-1 ve dvouhře a 0-1 ve čtyřhře.

## Postavení na žebříčku WTA na konci sezóny

### Dvouhra
| Rok    | 2003 | 2004   | 2005   | 2006   | 2007  | 2008  | 2009   |
| Pořadí | 746. | ▲ 594. | ▲ 306. | ▲ 123. | ▲ 51. | ▼ 80. | ▼ 202. |

### Čtyřhra
| Rok    | 2004 | 2005   | 2006   | 2007   | 2008   | 2009   |
| Pořadí | 755. | ▲ 462. | ▲ 294. | ▲ 164. | ▼ 958. | ▲ 780. |